# Фейн, Джон, 10-й граф Уэстморленд
Джо́н Фе́йн, 10-й граф Уэстморленд (англ. John Fane, 10th Earl of Westmorland; 1 июня 1759 — 15 декабря 1841) — британский аристократ и политический деятель, лорд-лейтенант Ирландии (1789–1794) и лорд-хранитель Малой печати (1798—1806; 1807—1827).

## Биография
Джон Фейн был старшим сыном Джона Фейна, 9-го графа Уэстморленд и его первой супруги Августы Берти, дочери лорда Монтегю Берти. Джон Фейн получил образование в нескольких учебных заведениях, включая Эммануил-колледж, один из колледжей Кембриджского университета.
После смерти отца в 1774 году унаследовал его титул в качестве графа Уэстморленд.
В 1789 году, его друг Уильям Питт-младший назначил Джона Фейна генеральным почтемейстером Соединённого королевства, в должности которого он оставался в течение года. В октябре 1789 года Джон Фейн был назначен лорд-лейтенантом Ирландии, в качестве которого он был до декабря 1794 года, но продолжал заниматься делами Ирландии.
В 1798 году Джон Фейн был назначен на должность лорд-хранителя Малой печати, в качестве которого он был до 1827 года, кроме периода 1806—1807 годов, когда премьер-министром страны был Уильям Гренвиль, деятельность которого Фейн не одобрял.
В 1827 году подал в отставку из-за религиозных разногласий с премьер-министром Джорджем Каннингом.
С 1828 по 1841 год занимал должность лорд-лейтенанта Нортгемптоншира. Скончался 15 декабря 1841 года в возрасте 82 лет, наследником графского титула стал старший сын Джон.

## Семья
В первом браке Джон Фейн был женат на Саре Фейн, дочери Роберта Чайлда. У супругов было 5 детей: сын Джон (1784–1859) и 4 дочери:Сара (1785—1867), Августа (1786–1871), Мэри (1787—1834) и Шарлотта (1793–1822).
После смерти первой супруги Джон Фейн был женат на Джейн Фейн, дочери врача Ричарда Хак-Сандерса. У супругов было 5 детей (2 сына и 3 дочери), двое детей из которых умерли в детстве.